# Victor von Alten (NS-Funktionär)
Karl Wilhelm Victor von Alten, modernisiert Viktor von Alten, (* 4. Oktober 1880 in Seesen; † 11. Mai 1967 in Hannover) war ein deutscher Offizier und nationalsozialistischer Funktionär im Reichsarbeitsdienst (RAD).

## Leben

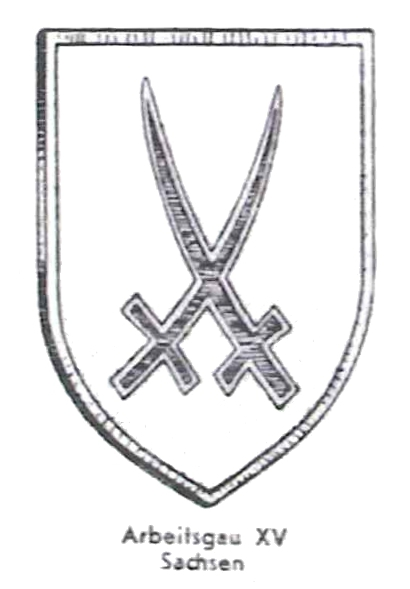
Traditionszeichen des von Victor von Alten geführten Arbeitsgaues XV

Alten entstammte dem niedersächsischen Adelsgeschlecht von Alten und war der Sohn des herzoglich-braunschweigischen Oberamtsrichters Julius August Bruno von Alten (1818–1884) und dessen Ehefrau Bertha geborene von Campe (1838–1918). Nach dem Besuch des Humanistischen Gymnasium in Holzminden trat Victor von Alten 1899 in das preußische Heer im Jägerbataillon Nr. 5 in Hischberg ein. Er nahm in verschiedenen Dienststellungen aktiv am Ersten Weltkrieg teil und trat danach in die Reichswehr ein. Er war im Reichswehrministerium tätig und gehörte dem Reiter-Regiment Nr. 6 an. Als Oberstleutnant schied er aus dem aktiven Militärdienst aus und erhielt die Erlaubnis zum weiteren Tragen der Uniform des Reiter-Regiments Nr. 6. Er gehörte ferner dem Reichsverband Deutscher Offiziere (RDO) an.
Zum 1. Januar 1931 trat er der NSDAP bei (Mitgliedsnummer 423.227). Fortan war Victor von Alten im Arbeitsdienst im NSDAP-Gau Thüringen tätig. Am 1. April 1933 erfolgte seine Ernennung zum Gauarbeitsführer des Arbeitsgaues XV Sachsen mit Dienstsitz in der sächsischen Landeshauptstadt Dresden, der 1935 im Reichsarbeitsdienst aufging. Nachdem Victor von Alten zum Generalarbeitsführer ernannt worden war, wurde er von Adolf Hitler am 16. Mai 1942 zum Obergeneralarbeitsführer befördert.
Nach Ende des Zweiten Weltkrieges gehörte Victor von Alten am 19. März 1949 zu den Gründungsmitgliedern des „Interessen-Verbandes  der berufsmäßigen Angehörigen des ehemaligen Reichsarbeitsdienstes und deren Hinterbliebene, Landesverband  Bayern“ in Regensburg. Unter seiner Leitung fand am 8. Oktober 1949 das erste Treffen der an der Gründung einer bundesweiten Organisation der ehemaligen Reichsarbeitsdienst-Führer beteiligten Personen und der Leiter der bisher entstandenen Landesverbände in Köln statt.

## Familie
Victor von Alten heiratete am 27. September 1933 in Berlin Anna Loseit (* 1902), Tochter von Friedrich Wilhelm Loseit auf Aulowöhnen und dessen Ehefrau Auguste Wilhelmine geb. Froese.